# Christian von Pomesanien
Christian († 14. Dezember 1308 oder 1309 in Marienwerder) war Priester im Deutschen Orden und Bischof von Pomesanien.
Seit 1282 Kaplan des Landmeisters von Preußen Mangold von Sternberg (1280–1283) wurde er später Kaplan und Notar des Marschalls Konrad von Thierberg d. J. An der feierlichen Bestätigung des Domkapitels in Marienwerder im September 1285 beteiligt, wurde er dort wenig später Domherr und ab 1287 Dompropst. Ende 1286 war er im Auftrag des Kapitels beim Rigaer Erzbischof Johann von Vechta, um die Bestätigung des neu errichteten Kapitels (1284/85) sowie des gewählten Bischofs Heinrich einzuholen. 1288 mit weiteren Domherren in Braunsberg als Schlichter im Streit zwischen dem ermländischen Bischof Heinrich Fleming und seinem Kapitel um die nördliche Diözesangrenze, war er seit 1289 vielfacher Zeuge und Mitunterzeichner von Urkunden Bischof Heinrichs, so auch Ende 1289 als Zeuge der Einigung des Kulmer Bischofs Werner mit dem Bischof von Plock Thomas Tomka (1263–um 1270), betreffend der Jurisdiktion im Kulmer Land. 1293 verhandelte er im Auftrag des Landmeisters von Preußen Meinhard von Querfurt (1288–1299) mit dem Bischof von Leslau? (Wloctawek) Wieslaw (1284–1300) über die Güter im Kulmer Land. 1296 nahm er mit den übrigen Bischöfen Preußens an dem Generalkapitel des Deutschen Ordens in Elbing teil, was auch 1302 der Fall war. Im Auftrag des Kapitels zu Verhandlungen über den Austausch von Gütern mit dem Landmeister von Preußen Helwig von Goldbach (1300–1302) gesandt, wurde er kurz nach dem Tod des pomesanischen Bischofs Heinrich Ende im April oder Anfang Mai 1303 durch das Domkapitel zu dessen Nachfolger gewählt. Wegen der Vakanz des Rigaer Erzstuhles erst nach dem 21. März 1304 durch Erzbischof Friedrich von Pernstein bestätigt, wurde er noch vor dem 14. September 1305 zum Bischof geweiht.
Christian nahm im Oktober 1303 am Generalkapitel des Ordens in Elbing teil. Während seiner letzten Regierungsjahre hatte er sich mehrfach gegen den Rigaer Erzbischof Friedrich zu wehren, der den Orden beim Hl. Stuhl wegen der Inkorporierung des Domkapitels von Marienwerder anklagte und ihm vorwarf, sich der Metropolitangewalt zu entziehen. Er fand sein Grab in der Pfarrkirche zu Marienwerder.